# Reinhard Klessinger

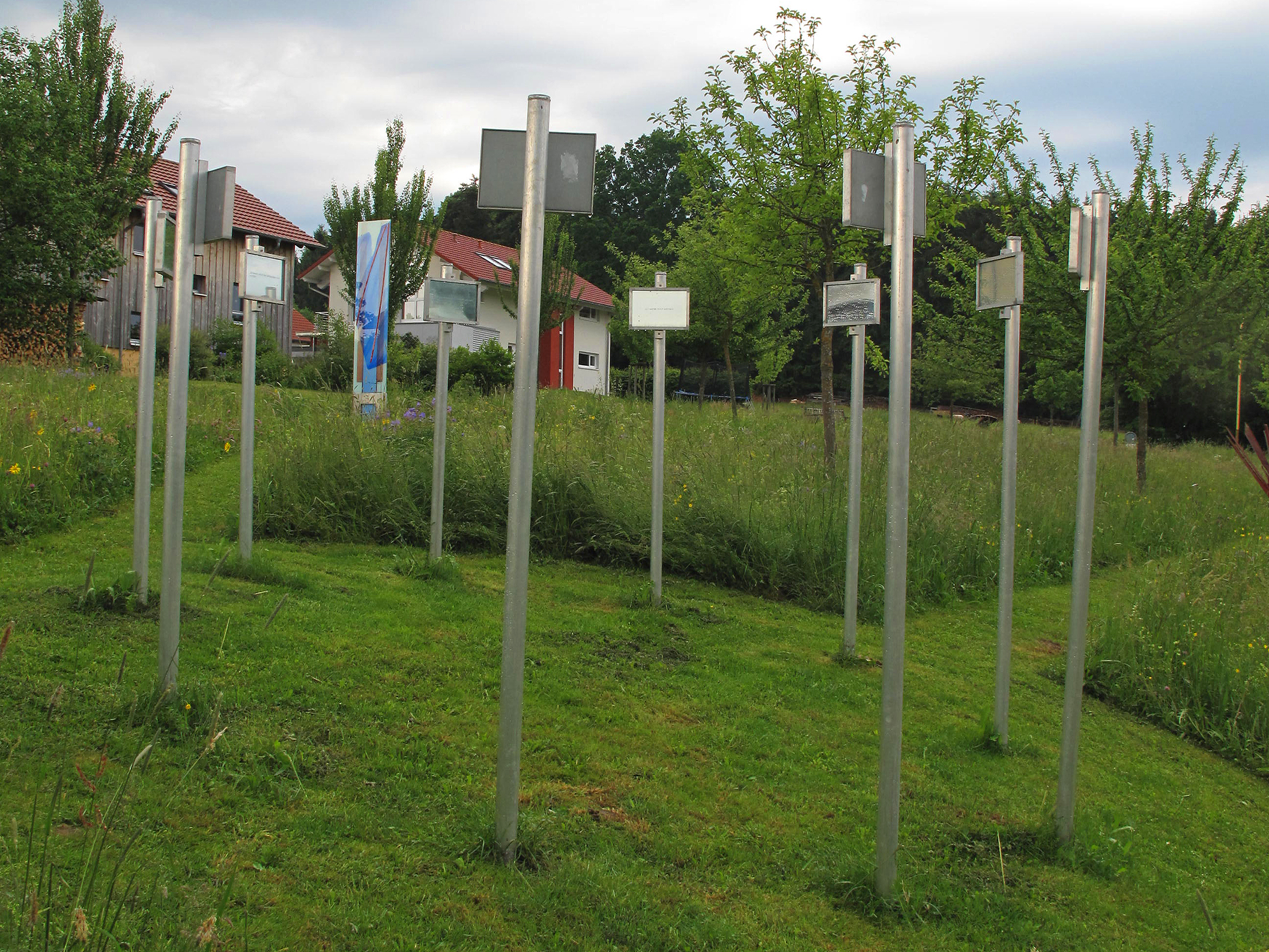
Klessingers Werk Ortsbestimmung Marie Luise Kaschnitz (10-teilig, 2002) auf dem Skulpturenfeld KUNSTdünger Rottweil

Reinhard Klessinger (* 1947 in St. Blasien) ist ein deutscher Bildhauer und Zeichner. Sein Schwerpunkt liegt auf der Objektkunst.

## Leben
Reinhard Klessinger besuchte 1965 die Kunstgewerbeschule Basel, wo er Schüler des Malers René Acht war und Bildhauerei bei Johannes Burla und René Küng studierte. 1966 bis 1968 studierte er bei Rupprecht Geiger an der Staatlichen Kunstakademie Düsseldorf und 1968 bis 1970 bei Barry Flanagan und Anthony Caro an der St. Martin’s School of Art (Sculpture Department), London, wo er seine spätere Frau Sandra Eades (* 1949) kennenlernte. 1970 wurde er Meisterschüler von Rupprecht Geiger an der Staatlichen Kunstakademie Düsseldorf. 1972 und 1973 studierte er Philosophie an der Universität Düsseldorf.
1992 bis 1993 besuchte Klessinger die Cité Internationale des Arts in Paris. Die dort geschaffenen Kunstwerke, vorwiegend spiegelnde Objekte aus verschiedenen Materialien wie Glas, Transparentpapier und Zinkblech, stellte er im folgenden Jahr im Institut français de Stuttgart aus.
Im September 2010 war Klessinger Stipendiat des Künstlerhauses Lukas in Ahrenshoop. Hier setzte er sich künstlerisch mit dem Thema Buch auseinander, das schon in seinem früheren Werk in Form von Installationen, Künstlerbüchern und Buchobjekten eine wichtige Rolle gespielt hatte.
Klessinger ist Mitglied im Deutschen Künstlerbund und im Künstlerbund Baden-Württemberg.
Er lebt und arbeitet gemeinsam mit seiner Frau in Ihringen bei Freiburg im Breisgau.

## Auszeichnungen, Stipendien und Preise (Auswahl)

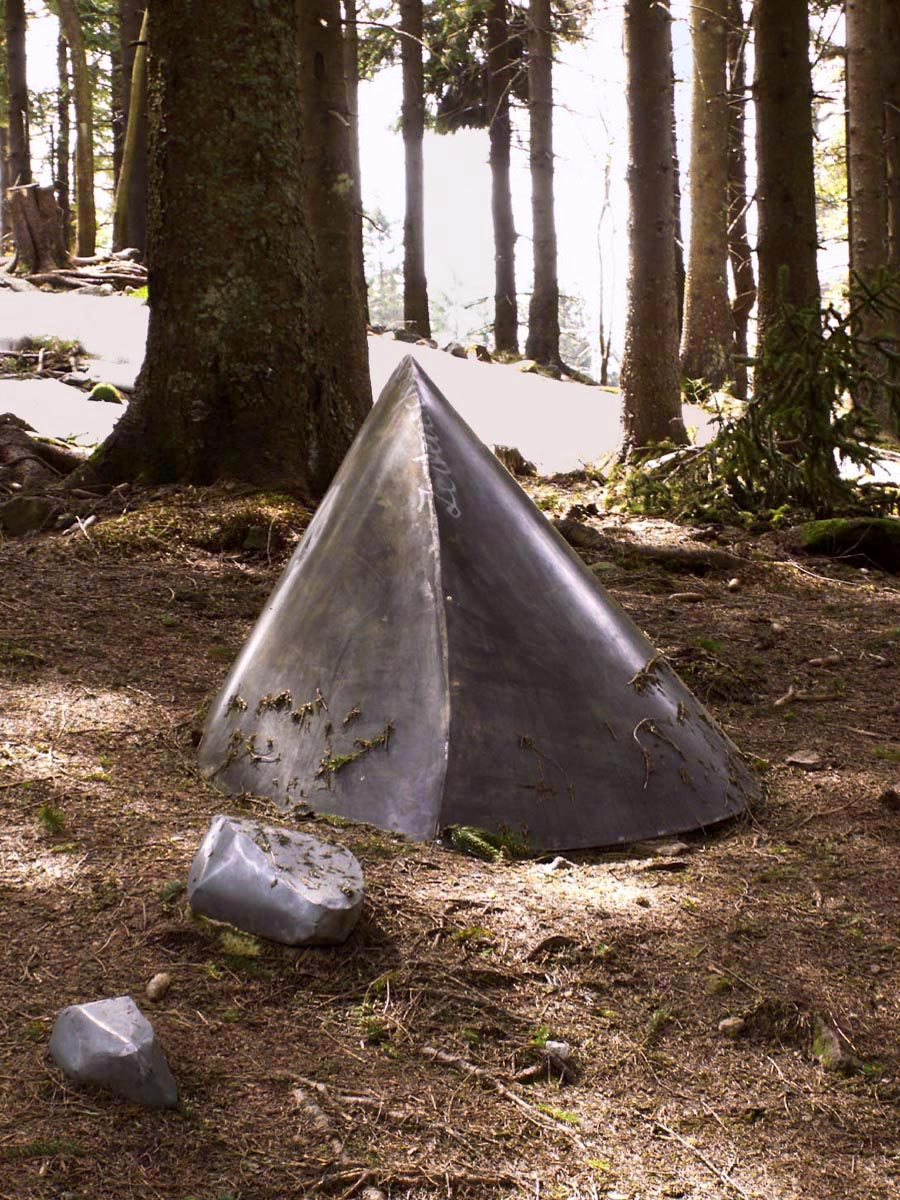
Klessingers Werk Auf dem Weg zum Horizont (1999) auf dem Kunstpfad am Mummelsee

- 1968–1969 Stipendium des Deutschen Akademischen Austauschdienstes für England
- 1970 Stipendium des British Council
- 1988 Preis der Stadt Freiburg, Zeichen-Zeichenprozesse
- 1992/93 Cité Internationale des Arts Paris
- 1996 Stipendium des Schleswig-Holsteinischen Künstlerhauses Eckernförde
- 2000 Anhaltischer Kunstpreis
- 2010 Künstlerhaus Lukas, Ahrenshoop
- 2011 Casa Zia Lina, Elba
- 2011 Kulturstiftung Rhein-Neckar-Kreis, Kommandantenhaus Dilsberg

## Ausstellungen (Auswahl)
- 1970 Rheinisches Landesmuseum Bonn, Bonner Kunstverein
- 1981 Städtische Galerie Lüdenscheid
- 1994 Reinhard Kledssinger: Retour de Paris, Institut français de Stuttgart
- 1996 Saarländisches Künstlerhaus
- 2002 Hans Thoma Museum, Bernau
- 2008 Reinhard Kledssinger: dem Vorbild entrückt, Kunstforum Hochschwarzwald[5]
- 2009 Reinhard Klessinger: Atemfelder, Dominohaus Reutlingen
- 2010 Reinhard Klessinger: Buchobjekte, Franziskanermuseum Villingen
- 2011 ArtKarlsruhe 2011, Einzelpräsentation Galerie Rehberg
- 2012 Reinhard Klessinger: Atemscheitel, Boden- und Wandobjekte, Zeichnung, Installation, Kunsthaus L6 Freiburg
- 2012 Reinhard Klessinger: Objekte, Galerie Rehberg, Horn
- 2012 Reinhard Klessinger: loop, Objekte, Zeichnungen, Installation, Stadtmuseum Hüfingen